# テクニカル分析
テクニカル分析（テクニカルぶんせき、英: technical analysis）とは、主に株式・商品取引・為替等の取引市場で、将来の取引価格の変化を過去に発生した価格や出来高等の取引実績の時系列パターンから予想・分析しようとする手法である。
将来の取引価格の予想を需給、収益性評価およびそれらの背景となる経済情勢分析に基づいて行う手法である「ファンダメンタル分析」と相対する概念である。
判定ルールに多少なりともトレーダー自身の相場観や曖昧な視覚的判断を加味した場合、そのトレード手法はファンダメンタル分析と同じ「裁量トレード」に分類される。
売り買いのルールを厳格化し、相場の分析を高度なテクニカル分析やコンピュータなどを利用して、人間の相場観や曖昧な視覚的判断を除外したトレード手法は「システムトレード」に分類される。
またテクニカル分析とファンダメンタル分析以外のトレード手法には、「アノマリー」を判断材料として利用して、それで売り買いするトレード方法がある。

## 概要
テクニカル分析には具体的な技法としていくつかの種類が存在するが、その考え方を大別すると次の2つに分けられる。
1. 取引価格の上昇トレンドと下落トレンドの転換を見出す方法。
2. 取引価格に対する値頃感、変動値幅を算出する方法。

これらを実行する方法として、
チャート分析による図解的手法
判定方法の意味づけ、人間による視覚的判断で利用
コンピュータで数値的に計算する手法
分析の自動実行、分析チャートの作図で利用
があり、相互に関連している。
通常、分析結果の表示は分かりやすくするために「チャート」（グラフ・罫線表）を用いるのが一般的である。
テクニカル分析を行う市場参加者は大きく分けて、チャート分析を主として人間の判断により売買を決定するチャーティスト（裁量トレーダー）、コンピュータを駆使して、判定条件に合うものを自動的に売買するテクニシャン（システムトレーダー）の2種類がある。
例えば両者とも売買ルールに同じテクニカル指標を用いていて、「移動平均線をローソク足が下から上へ突き抜けて陽線になれば買い」というルールを採用していた場合であっても、チャーティストは「移動平均線の向きやトレンドの方向、オシレーター指標の推移など、曖昧で主観的な要素が入り込みやすいフィルターを取り入れ、総合的に分析して売買するか否かを決定する」のに対し、テクニシャンは「移動平均線の向きに関係なく売買を実行したり、『前日のローソク足の終値がn日前のローソク足の特定の値を上回っているか』など、明確に数値化された材料を基に、容易に過去検証ができる要素のみを判断基準に取り入れて売買するか否かを決定する」といった違いが現れる。
テクニカル分析が信奉される前提として、将来の取引価格が過去の価格や出来高等の取引実績により決定あるいは影響されるという非マルコフ過程的な動きをすることが確からしい命題であることが要請される。
多くの投資家がこの分析理論を有益であると考え売買に用いているが、多くの経済学者、金融工学者はこれを根拠が無く、科学的理論とはいえないと批判している。（詳細は、「ランダム・ウォーク理論」および「効率的市場仮説」を参照のこと。）
テクニカル分析は数多くあり、いずれも曖昧で用いられ方が作為的であるという批判もある。例えば、移動平均線を用いた分析では、平均日数を何日に設定するかで予測は大きく変わる。過去の株価の変動にうまく適合するように平均日数を意図的に変えれば、「予測はすべて当たった」と主張できることになるが、このような分析を過去の相場に当てはめて未来の相場を予測する行為はカーブフィッティングと言われ、未来の相場においては予測が当たらなくなることが多く見られる。また勝率が高い手法は利幅が狭く損切り幅が広い、利幅が広く損切りが浅い手法は勝率が低くなり、いずれにしても結果的に利益:損失比が1:1に近い数値に収束してしまうというものである。
その一方で、厳格な資金管理のもとにおいて投資を行い、的確な損切りを実行し、時折現れる大きなトレンドを確実に掴んで含み益を伸ばすなどのテクニックを組み合わせれば損益をプラスに持っていくことは十分可能である、という観点からテクニカル分析は有効であるという主張や、ディーラーなどと比べて市場に関する情報を受け取るタイミングが遅いアマチュア投資家（政治や経済状況に関する良いニュースは決まって天井付近の頃に、また悪いニュースは決まって底値圏のときにアマチュア投資家の元へ大きな話題となって届く、という現象）にとっては、ディーラーの売買によって起こる挙動を特定のルールによって定義づけて取引する意味で、ファンダメンタル分析の先を行き、少しでも他の投資家より優位性を確保しようということこそがテクニカル分析の真の目的だという主張もある。
その他、テクニカル分析はシステムトレードほどでは無いものの、取引のルール化に伴う感情の排除・抑制効果がある程度存在することから、行動経済学における「プロスペクト理論」が引き起こす圧倒的不利かつ無謀な取引を抑えるという観点においては少なくとも有効である。

## デメリット
テクニカル分析・ファンダメンタル分析およびアノマリーにおいて、完璧に取引市場を予測しうるものは、現在存在していない。また、将来に亘って完璧なものは存在しない可能性が非常に高い。

## 具体的方法論
下のテンプレート「罫線表の種類」も参照
- エンベローブ
- モメンタム
- ダウ理論
- エリオット波動理論
- アルーン
- デナポリ
- ＴＲＩＸ（en:Trix (technical analysis)）
- バラボリックＳＡＲ（en:Parabolic SAR）
- ピボット
- 高安
- フィボナッチ・フィボナッチ数列・黄金比
- 柴田罫線・柴田秋豊
- ウィリアム・ギャン（en:William Delbert Gann、en:Gann angles）
- 酒田五法
- 羽黒法
- 一目均衡表
- 三角裁定取引

などがあり、昨今のIT化により、日進月歩で新しい手法が開発されている。